# Ткаченко Ніна Яківна
Ніна Яківна Ткаченко (нар. 3 грудня 1953) — поетеса-лірик, лауреат обласної журналістської премії імені Василя Блакитного, член Національної спілки письменників.

## Життєпис
Ніна Ткаченко народилася 3 грудня 1953 року на Поділлі. Її мала батьківщина — село Лісниче Бершадського району Вінницької області.
Талант поета прокинувся у Ніни ще в дитинстві. Її надихала мальовнича та живописна подільська природа. Перший вірш письменниці було надрукованоно у районній газеті, ще коли дівчина навчалася у шостому класі. З тих пір перо поетеси не списується і не ламається.
Після школи вступає до Київського державного університету імені Тараса Шевченка, на факультет журналістики.
По закінченню вишу уже дипломовану журналістку направляють на роботу до міста Прилуки, що на Чернігівщині.
В 1976 році Ніна Ткаченко очолює редакцію Прилуцького міськрайонного радіомовлення. З того часу незмінно очолює редакцію.
Працювала позаштатним кореспондентом газети «Деснянська правда».
Чоловік Ніни Яківни — Микола Ткаченко (Чорновус), родом із Гребінки. Він теж був поетом та журналістом, очолював міськрайонну газету «Правда Прилуччини». Але через тяжку невиліковну хворобу чоловік рано помер. Збірка «Із вереснем віч-на-віч» присвячена саме пам'яті Миколи Ткаченка.
У 2000 році прийнята до Національної спілки письменників України. Авторка поетичних збірок «Душа висвічує зорі» (1995), «Пізнє причастя» (1999), «На околицях літа» (2003), «Освідчення синього вітру» (2003), «Спалах»(2008).